# 线性生成空间
在数学分支线性代数之中，向量空间中一个向量集合的线性生成空间（linear span，也称为线性包 ），是所有包含这个集合的线性子空间的交集，从而一个向量集合的线性生成空间也是一个向量空间。

## 定义
给定域 K 上的向量空间 V，集合 S（不必有限）的生成空间定义为所有包含 S 的线性子空间 V 的交集 W，称 W 为由 S（或 S 中的向量）生成的子空间。
如果 {\displaystyle S=\{v_{1},...,v_{r}\}\,} 是 V 的有限子集，则生成空间为
{\displaystyle {\rm {span}}\left(S\right)={\rm {span}}\left(v_{1},...,v_{r}\right)=\left\{{\lambda _{1}v_{1}+\cdots +\lambda _{r}v_{r}\mid \lambda _{1},\ldots ,\lambda _{r}\in \mathbf {K} }\right\}.}

## 解释
S 的生成空间也可定义为 S 中元素的所有有限线性组合组成的集合。因为容易验证：S 中向量的有限线性组合的集合是包含 S 的一个向量空间，反之任何包含 S 的向量空间必然都包含 S 中向量的有限组合，故两个定义是等价的。
如果 S 的生成空间是 V，则 S 称为 V 的生成集合（spanning set）。V 的一个生成集合不必是 V 的一组基，因其不必是线性无关的。但是，对给定向量空间的极小生成集合一定是一组基。换句话说，V 的生成集合是一组基当且仅当 V 的任何向量可以唯一的写成生成集合中一些元素的线性组合。
如果 V 是无限维向量空间，S 是无穷集合，则 S 中的无限个向量的线性组合（如果收敛的话）不一定属于 S 的生成空间。

## 例子
- 实向量空间 R3 中 {(1,0,0), (0,1,0), (0,0,1)} 是一个生成集合，这个生成集合事实上是一组基。这个空间的另一组生成集合 {(1,2,3), (0,1,2), (−1,1/2,3), (1,1,1)} 不是一组基，因为它们不是线性獨立的。

- 集合 {(1,0,0), (0,1,0), (1,1,0)} 不是 R3 的生成集合；它的生成空间是 R3 中最后一个分量为零的向量组成的空间。

- 设 V={ (x,y,z) ∈R3 |x+y-z=0 }，则 {(1,0,1), (0,1,1)} 是 V 的一个生成集合，也是一组基。

## 定理
定理 1：向量空间 V 的非空集合 S 生成的子空间是 S 中向量的所有有限线性组合；
如注释中所说，这个定理如此熟知，以至有时也作为一个集合的生成空间的定义。
定理 2：设 V 是一个有限维向量空间，则 V 的任何生成集合 S 去掉一些向量（如果必要的话）可以简化为 V 的一组基。
取 V 任意一组基（有限集），将这组基表示为 S 中一些向量的有限组合，只用到 S 中有限个向量，这有限个向量的生成集合包含这组基，从而包含 V，故第一步可将 S 简化为有限集；如果 S 中向量不是线性无关的，则至少有一个向量能写成其他向量的组合，去掉这个向量剩下的也能生成 V。继续这个步骤直到剩下的向量集合线性无关，这便简化为一组基了。
这也说明当 V 是有限维时，一组基是极小生成集合。

## 性质
- 假设 {\displaystyle v_{1},\ldots ,v_{n}} 是向量空间 V 中 n 个向量，那么

{\displaystyle {\rm {span}}(v_{1},\ldots ,v_{n-1})={\rm {span}}(v_{1},\ldots ,v_{n})\Longleftrightarrow v_{n}\in {\rm {span}}(v_{1},\ldots ,v_{n-1}).}
- n 个向量生成空间的维数不大于 n，等于 n 当且仅当这些向量线性不相關。
- 假设 {\displaystyle S} 与 {\displaystyle S'} 是向量空间 {\displaystyle V} 中两个集合，则有：
  - {\displaystyle S\subset S'\Rightarrow {\rm {span}}(S)\subset {\rm {span}}(S');}
  - {\displaystyle {\rm {span}}(S\cup S')={\rm {span}}(S)+{\rm {span}}(S').}

## 线性生成空间与直和
设{\displaystyle U}与{\displaystyle V}是线性空间{\displaystyle W}的两个线性包，线性包{\displaystyle \left\langle U\cup V\right\rangle }称为{\displaystyle U}与{\displaystyle V}的和,
{\displaystyle U+V=\left\langle U\cup V\right\rangle =\left\{u+v|u\in U,v\in V\right\}},如果{\displaystyle U\cap V=0}，则称{\displaystyle U+V}为直和，记为{\displaystyle U\oplus V}